# 結社の自由
結社の自由（けっしゃのじゆう）とは、自由権の一種であり、誰でも団体（結社）を結成できるとする権利である。また、団体に加入や脱退する権利、団体を解散する権利も含まれる。
「集会・結社の自由」として、まとめて扱われる場合もある。両者の違いは、集会が特定の場所に一時的に集まる行動を指し、結社は特定の場所とは限らず、また継続した活動を指す。

## 日本

### 概要
日本で近代的な結社の自由の概念が生まれたのは明治以降である。1890年施行の大日本帝國憲法では「日本臣民ハ法律ノ範圍内ニ於テ言論著作印行集會及結社ノ自由ヲ有ス」（第二十九條）とされた。具体的には、出版法・新聞紙法・治安警察法・治安維持法などの法律によって、結社の自由は著しく制限された。治安警察法では名目上結社は届出制であったが、内務大臣の権限でいつでも結社を禁止することができた。また、社会主義・共産主義の結社は基本的に禁止された。届出をしない結社は秘密結社として処罰の対象となった。行政裁判所への出訴（異議申し立て）は認められていたが、門前払いが常であったため出訴例はほとんど無い（1928年4月、労働農民党が出訴したが門前払いされた例など）。
1945年、第二次世界大戦敗戦後、ポツダム緊急勅令により治安警察法・治安維持法などは廃止された。1947年の日本国憲法施行以降は旧憲法にあった法律の留保は撤廃され、第21条第1項により結社の自由が担保されるようになった。ただし、公務員に対しては厳しい制限が設けられている（後述）。
また、団体は全体としての意思、行動と個人の思想が一致しない場合、組織を維持するために統制権を行使することがある。これは個人の思想、良心の自由、表現の自由と衝突する可能性があるが、団体の目的の範囲内である程度認められると考えられている。政党が議決において議員を党の決定に従わせる党議拘束などがこれに当たるが、強いペナルティを伴った強制などの場合は常に正当化されるわけではない。
1952年に制定された破壊活動防止法は「団体の活動として暴力主義的破壊活動を行った団体に対して、当該団体が継続又は反復して将来さらに暴力主義的破壊活動を行う明らかな恐れがあると認めるに足りる十分な理由があり、団体活動の禁止によってはその恐れを有効に除去することができないと認められる時に団体の解散指定が行われる」と規定されている。しかし、これには憲法学的な批判も向けられている。
1991年に施行された暴力団員による不当な行為の防止等に関する法律は結社の自由に当たらないか、議論になったが、公共の福祉の観点からのものであり、一応の合理性がある制度ということができ」、憲法21条1項に違反しないとした。しかし、一方で暴力団そのもの存在を否定できていない。ちなみに海外では香港、イタリアなどのマフィアは例外的に結社の自由に当たらないとされ禁止されている。

また、宗教団体、労働組合も結社と言えるが、これらはそれぞれ信教の自由、労働基本権によって保障される。

### 公務員に対する制限
公務員は全体の奉仕者（日本国憲法第15条）であるため、特定の結社への関与については法律で厳しく制限されている。主な制限事項は以下の通りである。
- 政治的行為の制限（国家公務員法第102条および地方公務員法第36条）。公務員が政党・政治団体に絡む政治的行為は行えない。国家公務員は職務外の活動も罰則の対象とされている（猿払事件など参照）が、地方公務員は勤務地の自治体外に限り、投票勧誘など一部の政治的行為が認められている（地方公務員法第36条2項の一〜三と五）。

- 労働基本権の制限。労働組合の結成は基本的に認められているが、警察、消防、海上保安庁、監獄職員、入国警備官、防衛省職員については禁じられている。また、ストライキその他の争議行為は一切禁止されている（国家公務員法第98条および地方公務員法第37条）。

- 営利を目的とした企業の経営、または役員などになることへの制限。国家公務員は完全に禁止され、地方公務員は許可制となる。非営利の場合は、いずれも許可制である（国家公務員法第103条、104条および地方公務員法第38条）

ただし、特別職の一部（内閣総理大臣、大臣および議員や地方の首長など選挙によって選出される身分）は、いずれの制限も対象外である。
これらの制限については憲法違反（思想・良心の自由侵害、等）であるとの理由で批判がある。一方で、思想・良心の自由を盾に現政権に反対する思想、イデオロギーを職務に持込む行為を批判して、政治活動の完全禁止を求める意見もある（戦前は完全に禁止されていた時期もあった）。政治活動の禁止要求は自由民主党やその支持者から出されることが多く（「将来」も参照）、また現職の教員であっても、自民党支持の政治活動についてはその層からの批判は少なく（『正論』などにそうした教員の論文が掲載されることがある）、日教組側からは自民党以外を支持することが邪魔なだけではないかとする反論もある。これらに関して、批判の対象が個人か組織かの違いはある。
小泉内閣が公務員制度改革を表明すると、連合や全労連などは、ILO結社の自由委員会に労働基本権などについて提訴を行った。2002年11月20日、ILOは中間報告を出し、日本政府に「国の行政に直接従事」する職員を除き、労働基本権を結社の自由に基づき認めるよう勧告を出した。これを受けた総務省は、「我が国の実情を十分理解した判断とは言えず、従来のILOの見解と異なる部分もあることから、承服しがたい」と勧告を拒否した（ILO結社の自由委員会の中間報告について（総務省見解））。
2006年5月22日、政府は公務員への労働基本権容認を検討するため、有識者による審議会の発足を決めた。しかし、公務の滞りを理由に慎重論が強いという（読売新聞「公務員あり方見直し、「労働基本権」検討開始…審議会来月発足」）。

### 将来
憲法改正論議では、自由民主党が2005年発表した「新憲法草案」に、第12条に「自由及び権利には責任及び義務が伴う」「常に公益及び公の秩序に反しないように自由を享受し、権利を行使する責任を負う」とする文面を追加した。これは、“公＝国家”と規定しそれに対する責任や義務規定を設けることで、国家に結社を規制する権利を持たせ、間接的に結社の自由を奪おうとする内容であり、“自由・権利と責任・義務は同時に独立して存在するのであり、履行する対償として下されるものではない”と批判がある。
また、2006年に可決・成立した教育基本法改正問題に関連し、自民党の中川昭一は日教組の反対運動を「（デモという）下品なやり方では生徒たちに先生と呼ばれる資格はない。免許剥奪だ」と批判し、同じく森喜朗は「日教組、自治労を壊滅できるかどうかということが次の参院選の争点だろうね」と発言した。
日教組に対しては、2008年の麻生内閣で国土交通相となった中山成彬が、森と同様の発言を行った。9月27日、自民党宮崎県連の候補者選定委員会の冒頭で中山は「（日教組の）何より問題なのは、道徳教育に反対している。日教組は解体する。小泉さん流に言えば、『日教組をぶっ壊せ』」「日教組は、日本の教育のがんだと思っている。ぶっ壊すために火の玉になる」と主張した。野党や連立与党である公明党などから批判を受け、中山は補正予算審議への支障を理由に翌9月28日大臣辞職を表明したが、辞任会見では「確信的にあえて申し上げた。（日教組にこだわるのは）それほど重要だから。ゆがんだ教育が行われていることへの関心を引きたかった」と述べ、政治的信念からの発言であることを強調した。日教組の岡本泰良書記長は一連の中山発言に対して「憲法で保障された集会・結社・表現の自由に抵触し、誤った偏見に基づく誹謗（ひぼう）・中傷で容認できない」と反発し、「国務大臣として辞任は当然で、国会議員も辞職すべきだ」と述べた。
自民党が2度目の野党時代の2012年4月27日に発表した「日本国憲法改正草案」では、表現、言論、結社の自由の制限をさらに明確なものとした。2005年に発表した内容に加え、第二十一条に「公益及び公の秩序を害することを目的とした活動を行い、並びにそれを目的として結社をすることは、認められない。」と明記した他、労働三権を規定した第二十八条に「公務員については、全体の奉仕者であることに鑑み、法律の定めるところにより、前項に規定する権利の全部又は一部を制限することができる。」と加筆することで、公務員に対する結社の自由制限を明文化した改憲案となった。

## 韓国
韓国の憲法裁判所は2014年12月19日に政府の解散請求を認める形で親北朝鮮の少数野党「統合進歩党」の解散を命じる判決を下したが、民主主義における基本的権利である政党活動や結社の自由に制限を加えるもので「民主主義の危機」だとの声も上がっている。

## ドイツ
先進国の中でも、ドイツは結社の自由にかなりの制約を科している。選挙を通じてナチスの台頭を許してしまった同国としては、「戦う民主主義」を標榜し、議会制民主主義を否定する政党に対しては、連邦憲法裁判所が結社禁止の決定をする。よって同国（当時の西ドイツ）では、ネオナチのみならず、ドイツ共産党（KPD）も1956年に一度は非合法とされた。1968年、基本法（憲法）の枠内で社会主義体制の実現を目指すとして、事実上暴力革命を放棄したことで、合法政党ドイツ共産党（DKP）として再建されている。
なお、ドイツ共産党（DKP）は1990年の東ドイツ吸収合併によるドイツ再統一後、旧東独の支配政党・ドイツ社会主義統一党の後身である民主社会党（さらに現在は左翼党と改称）に大多数が合流したが、一部が党を存続させている。

## エルサルバドル
エルサルバドルは、2010年代に入ると、マラ・サルバトルチャやエイティーンス・ストリート・ギャングなどの強大なギャング集団（マラス）が抗争を繰り広げて治安が急速に悪化。2015年の殺人発生率は世界でも最高水準に達した。2020年代に入ると、ナジブ・ブケレ大統領はギャング集団の摘発を強化。組織名に由来する入れ墨を持つ市民を発見すれば、ただちに拘束して刑務所に送る超法規的措置を講じた。憲法が保障する自由権の多くを無視した行為であったが犯罪率は劇的に低下。強権を発動した大統領は、2024年の選挙で圧倒的な支持を得て再選した。